# يان دونالد
يان دونالد (بالإنجليزية: Ian Donald)‏ (28 نوفمبر 1951 بأبردين في المملكة المتحدة - ) هو لاعب كرة قدم بريطاني في مركز الظهير. لعب مع مانشستر يونايتد ونادي بارتيك ثيسل ونادي اربوراث.

## وصلات خارجية
- يان دونالد على موقع قاعدة بيانات كرة القدم.إي يو (الإنجليزية)